# Jaraslaŭ Jarocki
Jaraslaŭ Michajlavič Jarocki (in bielorusso Яраслаў Міхайлавіч Яроцкi?; Hrodna, 28 marzo 1996) è un calciatore bielorusso, centrocampista del Sluck.

## Carriera

### Club
Ha giocato nella prima divisione bielorussa.

### Nazionale
Ha giocato nelle nazionali giovanili bielorusse Under-17 ed Under-21.